# Albert Subirats i Altés
Albert Subirats i Altes (València, Veneçuela, 25 de setembre de 1986) és un nedador català nascut a Veneçuela. Els seus pare i mare són, respectivament, d'Alcanar (Montsià) i de Viladecans (Baix Llobregat).
Va tornar a Catalunya quan només tenia 1 any i va començar a practicar natació als 13 anys al Club Natació Sabadell. Als 17 anys va ser becat per la Universitat d'Arizona, on dirigit per Frank Busch va perfeccionar la seva tècnica. S'especialitza en l'estil papallona en 50 i 100 m.
Tot i que Espanya va reclamar-li que participés amb la selecció espanyola, Subirats va renunciar-hi i va preferir participar amb Veneçuela, país del qual en conserva la nacionalitat. Va ser el primer a guanyar una medalla per a aquest país en un Mundial de Natació. Va ser a la convocatòria de Melbourne del 2007, i va obtindre el bronze en 100 metres papallona, per darrere de Michael Phelps i d'Ian Crocker.